# 老口乡
老口乡，是中华人民共和国四川省凉山彝族自治州会东县曾经下辖的一个乡。

## 行政区划
老口乡撤销前下辖以下地区：
新村村、高峰村、发诺村、老炉房村、田弯村、老口村和大梁子村。